# Baku
Baku (azerski: Bakı) je glavni grad Azerbajdžana. Prema službenim podatcima broj stanovnika je 2.122.300 (2012.), međutim zbog velikog priljeva izbjeglica smatra se da je ta brojka skoro dvostruko veća. Baku je nastao na mjestu koje je naseljavano stotinama godina pr. Kr., dok prvi pisani izvori o gradu potječu iz 6. stoljeća.
Od 2000. godine stari dio Bakua uvršten je na UNESCO-ov popis mjesta svjetske baštine u Aziji i Oceaniji.

## Etimologija
Uglavnom se vjeruje kako je Baku dobio ime od perzijske riječi Bād-kube (باد-که ), tj. "Vjetroviti grad", ili pak Baghkuh (باغ), tj. "Božje brdo". Tako ga arapski izvori ga imenuju Baku, Bakuh, Bakija ili Bakije. No, postoji mogućnost da mu ime potječe od riječi baku što jednostavno znači "brdo", na lakijskom jeziku i turskom jeziku, ali i druge teorije imaju potkrijepu u drevnim izrazima.

## Povijest
Neki znanstvenici tvrde kako Baku datira u 7., a drugi tek u 12. stoljeće pr. Kr. No, sigurno je kako se Baku spominje u 6. stoljeću kao mjesto "Doma vatre", važnog perzijskog svetišta zoroastrizma
Nakon što je u 12. stoljeću potres uništio prijestolnicu, grad Šemahu, vladar Širvana (djelomično neovisna kneževina koja je bila perzijski vazal od 800. god., a odgovara današnjem području zapadnog Azerbajdžana), Širvanšah Ahsitan I. je odabrao Baku za novu prijestolnicu. Baku u Srednjem vijeku dobiva svoje glavne građevine kao što su: Sinig Gala minaret (11. st.), zidine s tornjevima (11. – 12. st.), Toranj djeva, Multani karavan-saraj i hamam Hadži Gajib (15. st.), te Palaču Širvanšahova (15. – 16. st.), Buhara karavan-saraj i Gazimbegov hamam (16. st.). Safavidi su ga osvojili 1540., a Iranski šah Abas I. je uništio Tvrđavu u Bakuu 1604. godine.
Ruski car Petar I. Veliki je poveo vojni pohod i nakon duge opsade njegova vojska je osvojila Baku 26. lipnja 1723. godine. God. 1795., perzijski vladar Muhamed Šah Kadžar je poveo vojnu protiv ruske ekspanzionističke politike na Kavkazu i osvojio je Baku, ali ga je već sljedeće godine ruska vojska vratila u okrilje Ruskog carstva. 
God. 1806. Baku je, kao i cijeli Azerbajdžan, anektirala Rusija i tada je imao oko 707 trgovina i imao je oko 7.000 stanovnika. Grad je tada imao dva glavna ulaza kroz zidine, vrata Salijan i Šemaha, a štitilo ga je nekoliko topovskih serija sa zidina. Zidine su 1809. otvorene za trgovinu i iza njih su otvorene carinarnice. Do 1811. obnovljene su zidine, a utvrde su pojačane i produžene. Tada se Baku počeo širiti izvan zidina i nastala su dva glavna dijela grada, tzv. "Unutarnji grad" (azerski: İçəri Şəhər) i "Vanjski grad" (Bayır Şəhər). Tijekom 19. stoljeća nastale su mnoge građevine u europskim stilovima arhitekture kao što su npr. neogotika i neobarok, čime je Baku izgubio istočnjački izgled. God. 1865. srušene su gradske zidine uz more čije je kamenje iskorišteno za izgradnju Vanjskog grada i Bulevara.
Nafta je otkrivena u Bakuuskom predgrađu Bibi-Hejbat 1846. godine, a organizirana eksploatacija je otpočela 1872. godine. Zahvaljujući mnogim privatnim europskim tvrtkama, uz Baku je počeo nicati veliki industrijski kompleks poznat kao "Crni grad" i početkom 20. stoljeća čak pola svjetske nafte je dolazilo iz Bakua.
U vrtlogu Oktobarske revolucije, na proljeće 1918. godine, na ulicama Bakua su se sukobile snage komunističke stranke Armenske Revolucijske Federacije pod vodstvom veterana revolucije Stepana Šaumjana s muslimanskim Azerima. Radikalne boljševičke i armenske skupine su tada ubile oko 12.000 Azera u pogromu poznatom kao "Dani marša". No, nedugo potom, 15. rujna 1918. godine, snage novoosnovane Azerbajdžanske Demokratske Republike (ADR) su uz pomoć Osmanlijske "Islamske vojske", pod vodstvom Enver Paše, osvojili Baku i krvavo se osvetili za "Dane marša" ubivši tisuće Armenaca.
Dana 28. travnja 1920. godine, Crvena armija je okupirala Baku i ponovno uspostavila boljševičku vlast nakon čega je Baku postao prijestolnicom Azerbajdžanske SSR, sve do 1991. godine i osamostaljenja Azerbajdžana čiji je danas glavni grad.

## Kultura
Baku nudi veliku lepezu kulturnih događanja, te povijesnu i umjetničku baštinu međunarodnog značaja.
U gradu se nalazi mnogo muzeja, uglavnom povijesti i umjetnosti. Njegove kulturne vrijednosti su prepoznate 2009. godine kada je bio "Islamskim gradom kulture" U Baku je održana i Eurovizijsko natjecanje u plesu 2010. godine.
Od kulturnih institucija najvažnije su: Azerbajdžanska državna filharmonija, Azerbajdžanska državna akademska opera i kazalište i Azerbajdžansko kino. Od festivala tu su: Internacionalni filmski festival, Internacionalni Jazz festival, Festival Novruza, Gül Bayramı ("Festival cvijeća") i Državni kazališni festival.
U gradu je održan 57. festival Pjesme Eurovizije 2012.

### Znamenitosti
Arhitektura Bakua je svjetski poznata, od Starog grada (İçəri Şəhər) s povijesnim građevinama, do modernih građevina i prostranog plana Bakuske luke. 
Prije Drugog svjetskog rata nastalo je najviše građevina u eklektičnom stilu europskog historicizma kao jedinstven spoj utjecaja Istoka i Zapada. Zbog toga je prozvan "Pariz Istoka". Kasna moderna i postmoderna arhitektura se javlja 2000-ih, te zahvaljujući gospodarskom razvoju staklena pročelja niču širom grada (poput "SOCAR Tornja" ili "Plamenih tornjeva").
Grad ima zoološki vrt.
- Ulaz u Stari grad (Baku)
- Baku luka

## Šport

### Natjecanja
- I. Europske igre – Baku 2015.
- Šahovska Olimpijada 2016.
- Europsko prvenstvo u nogometu – Europa 2020.

### Nogomet
- Bakı FK
- Neftçi Baku
- Neftçi-2
- Şüvəlan FK

#### Mali nogomet
- Araz-Naxçıvan MFK

### Odbojka
- Lokomotiv Baku

### Šah
Baku je jedan od vodećih svjetskih šahovskih središta. Najpoznatiji šahisti su:
- Vugar Gašimov
- Gari Kasparov
- Šahrijar Mamedjarov
- Rauf Mamedov
- Tejmur Radžabov

## Promet
- Međunarodna zračna luka Hejdar Alijev
- Podzemna željeznica Baku

## Gradovi prijatelji
| - Bosna i Hercegovina - Sarajevo - Francuska - Bordeaux (od 1985.) - Irak - Basra - Iran - Tabriz - Italija - Napulj - Jordan - Amman - - Johannesburg - Kuvajt - Kuvajt | - Njemačka - Mainz - Rusija - Balakovo - Rusija - Sankt Peterburg - Saudijska Arabija - Jeddah (Džeda) - Senegal - Dakar - - Honolulu, Havaji - - Houston, Teksas - Turska - Ankara | - Turska - Isparta - Turska - Istanbul - Turska - Izmir - Turska - Konya (Konja) - Turska - Tekirdağ - Ukrajina - Kijev - Ujedinjeno Kraljevstvo - London - Vijetnam - Vũng Tàu |

## Poznate osobe

### Glazbenici
- Safura Salim kizi Alizade, azerbajdžanska pjevačica i saksofonistica
- Kjamilj Džalil oglji Džalilov, azerbajdžanski oboist
- Eljdar Parviz oglji Gasimov, azerbajdžanski pjevač
- David Gazarov, azerbajdžansko-njemački glazbenik i skladatelj
- Uzeir Abdul-Husejn oglji Hadžibekov, sovjetski skladatelj, dirigent, pisac, kolumnist, dramaturg, prevoditelj i pedagog
- Nigjar Ajdin kizi Džamal, britansko-azerbajdžanska pjevačica
- Kara Abuljfaz oglji Karajev, sovjetski skladatelj
- Muslim Magometovič Magomajev, sovjetski i azerbajdžanski bariton
- Farid Asif oglji Mamedov, azerbajdžanski pjevač
- Mstislav Leopoljdovič Rostropovič, sovjetski i ruski violončelist
- Natik Bahadur oglji Širinov, azerbajdžanski nagarist
- Ajselj Magomet kizi Tejmurzade, azerbajdžanska pjevačica

### Glumci
- Melahat Abbasova, azerbajdžanska glumica

### Gospodarstvenici
- Vagit Jusufovič Alekperov, osnivač Lukoila

### Književnici
- Zaharija Sitčin, američko-azerbajdžanski pseudopovjesničar

### Političari
- İlham Əliyev, drugi predsjednik Azerbajdžana
- Ajaz Nijazi oglji Mutalibov, prvi predsjednik Azerbajdžanske Demokratske Republike

### Športaši

#### Nogometaši
- Tofik Bahram oglji Bahramov, sovjetski i azerbajdžanski nogometaš i nogometni sudac
- Anatolij Andrejevič Baniševski, sovjetski nogometaš
- Jura Sergejevič Movsisjan, armenski nogometaš

#### Šahisti
- Vladimir Eduardovič Akopijan, armenski šahist
- Vugar Gasim oglji Gašimov, azerbajdžanski šahist
- Gari Kimovič Kasparov, ruski šahist, smatran najvećim šahistom svih vremena
- Tejmur Borisovič Radžabov, azerbajdžanski šahist

### Znanstvenici
- Artur Rafaelovič Bagdasarov, ruski slavist, kroatist i sociolingvist armenskoga podrijetla
- Kerim Abbas-Alijevič Kerimov, sovjetski inženjer, jedan od osnivača sovjetskoga svemirskoga programa
- Lev Davidovič Landau, sovjetski fizičar
- Musa Hiramanovič Manarov, sovjetski kozmonaut
- Lotfi Zade, matematičar i inženjer